# 臺灣府城小北門
鎮北門，又稱臺灣府城小北門是清朝臺灣府城的設置14座城門之一，已在大正十五年（1926年）因市區改建遭到拆除。

## 歷史

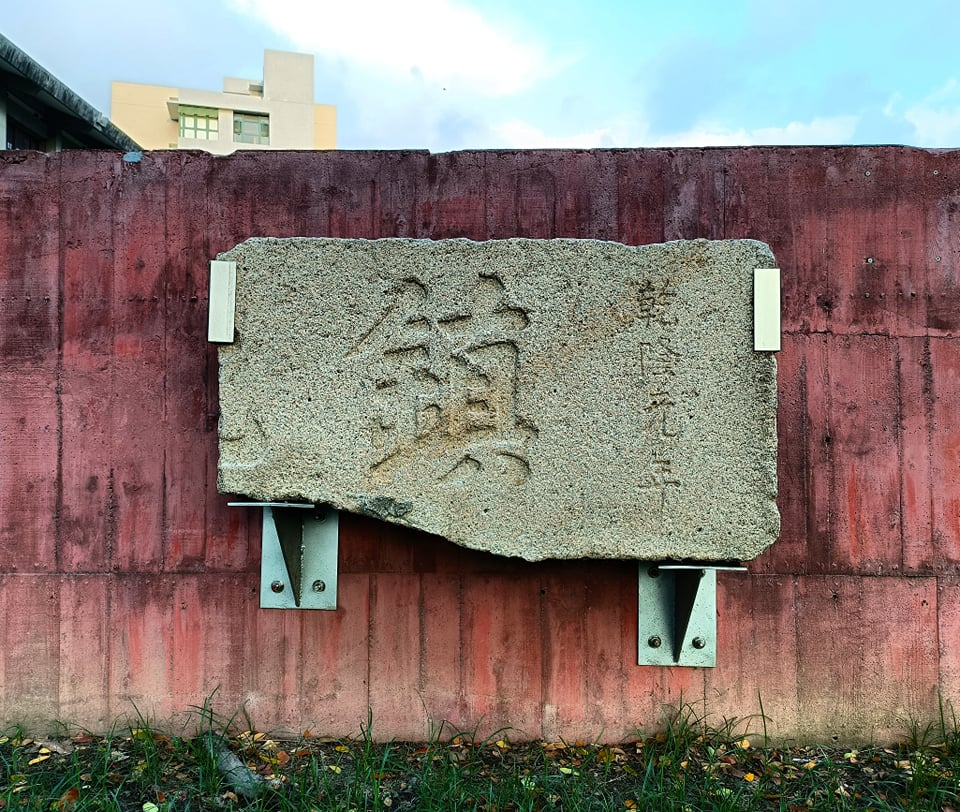
現存成功大學，於乾隆元年（1736年）所立鎮北門門額

清雍正三年（1725年），臺灣府建城並開始修築木柵，築城門七座，小北門建於1725年，早期是通往鳳山及高雄的要道，乾隆五十一年（1786年），臺灣爆發林爽文事件，事平之後，乾隆五十三年（1788年），城桓改為三合土，小北門則修建甕城以加強府城的防禦能力 ，並在道光十二年（1832年）張丙之役後，在大北門外圍添加半月城，亦台灣府城西方城，此外小北城外有文元溪。 
光緒21年（1895年）因台灣民主國事件，日方由三面圍攻臺灣府城，至10月22日，日軍由小南門入城，從此以後，台灣府城垣開始遭遇被拆除的命運，大正十五年（1926年），小北門因市區改建遭到拆除。

## 遺跡
民國六十九年（西元1980年）成功大學光復校區興建學生活動中心時，意外出土乾隆元年（西元1736年）的鎮北門門額殘碑，僅存落款年代和「鎮」「北」兩字，現在該門額則收藏於成功大學歷史文物館外側，並未有文化資產之古物身份。
此外，清道光十五年（1835年）所設置的小北門門額，及道光十六年（1836年）的鎮北門門額，在日治時期拆除後則由現台南市文化局收存，並在2019年3月28日指定為一般古物。
小北門遺址所在地相當於今公園北路與西門路三段交會處，民德國中附近，目前附近尚存一處城牆殘跡，此外當地仍有小北夜市，以及由此地發跡的小北百貨，使得小北轉為地名，至今仍為人所知。